# لئون تیه‌بو
لئون تیه‌بو (فرانسوی: Léon Thiébaut‎; ۱۴ ژوئن ۱۸۷۸ – ۸ مارس ۱۹۴۳) شمشیرباز اهل فرانسه بود.